# Midnight Special
Midnight Special es una película estadounidense de ciencia ficción de 2016, dirigida por Jeff Nichols. La película está protagonizada por Michael Shannon, Kirsten Dunst, Joel Edgerton, Adam Driver y Jaeden Lieberher. Es la cuarta película dirigida por Nichols.
Nichols ha descrito Midnight Special como «una película de ciencia ficción».

## Sinopsis
Roy es un padre desesperado por proteger a Alton, su hijo de ocho años. Ambos huyen al descubrir que el pequeño ha desarrollado unos poderes extraordinarios que podrían anticipar un cambio importante en el planeta. Pero son perseguidos sin descanso por el gobierno y un grupo de extremistas religiosos mientras intentan llegar a una localización secreta para estar a salvo.

## Elenco
- Michael Shannon como Roy Tomlin
- Joel Edgerton como Lucas
- Kirsten Dunst como Sarah Tomlin
- Adam Driver como Paul Sevier
- Jaeden Lieberher como Alton
- Sam Shepard como Calvin Meyer
- Paul Sparks como Agente Miller
- Nathan Brimmer como un agente del FBI
- Bill Camp como Doak
- Scott Haze como Levi
- James DuMont como el Comandante de la base
- Billy Slaughter como Agente Cole
- Sean Bridgers como Fredrick

## Producción
El rodaje de la película comenzó el 20 de enero de 2014 en Nueva Orleans. La filmación se extendió por cuarenta días, finalizando el 1 de marzo de 2014. La cinta está producida por Sarah Green y Brian Kavanaugh-Jones, con Glen Basner y Christos V. Konstantakopoulos como los productores ejecutivos y fue distribuida por Warner Bros. En un principio, Warner anunció que estrenaría la película el 25 de noviembre de 2015, pero finalmente el estreno se postergó para el 18 de marzo de 2016.